# Max Meyhöfer
Max Meyhöfer (* 30. Juli 1889 in Schwiegseln, Kreis Gumbinnen, Ostpreußen; † 25. Mai 1972 in Unna-Massen) war ein deutscher Gymnasiallehrer und Historiker.

## Leben
Als Nachfahre Salzburger Exulanten besuchte Meyhöfer das Kneiphöfsche Gymnasium in Königsberg i. Pr. Nach dem Abitur studierte er Religion, Geschichte und Erdkunde an der Albertus-Universität Königsberg. Am 8. November 1912 wurde er dort bei Albert Werminghoff promoviert. 1914 war er Vertretungslehrer an der Herzog-Albrechts-Schule (Rastenburg). Im Ersten Weltkrieg war er Batteriechef in einem Feldartillerie-Regiment.
Als Studienrat 1919 am Löbenichtschen Realgymnasium wurde er von Stadtschulrat Paul Stettiner beauftragt, zur 200-Jahr-Feier der Vereinigung von Altstadt (Königsberg), Kneiphof und Löbenicht zu schreiben. Die Schrift erschien rechtzeitig 1924 bei Gräfe und Unzer.
Am 1. Januar 1930 wurde Meyhöfer Direktor des Ortelsburger Gymnasiums. Nach dem Zweiten Weltkrieg wurde Meyhöfer Lehrer an der Cäcilienschule Oldenburg. 1951 zog er nach Göttingen, wo er im staatlichen Archivlager (ehemals Preußisches Staatsarchiv Königsberg) wissenschaftlich arbeitete. Er gab die Kreisbücher von Ortelsburg, Lötzen und Neidenburg heraus. Seit 1957 war er Mitglied der Historischen Kommission für ost- und westpreußische Landesforschung.
Die Malerin und Grafikerin Gisela Kleinschmidt, geb. Meyhöfer, war seine Tochter.

## Veröffentlichungen
- Die kaiserlichen Stiftungsprivilegien für Universitäten. Leipzig 1912 (Dissertation, Teildruck, vollständig in Archiv für Urkundenforschung 4, 1912, S. 291–418).
- Königsbergs Stadtwirtschaft seit 1724 bis zur Einführung der Selbstverwaltung. Königsberg i. Pr. 1924
- Das Reserve-Feldartillerie-Regiment Nr. 1 im Weltkriege (1914–1918), Oldenburg i. O. 1926
- Geographie für höhere Lehranstalten, Vorstufe f. d. Nordostmark 1933
- Der Kreis Lötzen. Würzburg 1961
- Die Landgemeinden des Kreises Lötzen. Würzburg 1966
- Die Landgemeinden des Kreises Ortelsburg. Leer (Ostfriesland) 1967
- Der Kreis Neidenburg: ein ostpreußisches Heimatbuch. Bochum, 1968
- Die Landgemeinden des Kreises Neidenburg – Besiedlung, Bevölkerungsentwicklung und Wirtschaftsgeschichte vom 14. Jahrhundert bis 1945, 1969.
- Die Landgemeinden des Kreises Ortelsburg, Ergänzungsband, 1971
- Der Kreis Ortelsburg. Leer (Ostfriesland) 1978